# Nieuwe Rotterdamsche Courant
Der Nieuwe Rotterdamsche Courant (deutsch Neuer Rotterdamer Anzeiger) war eine überregionale niederländische Tageszeitung mit Redaktionssitz in Rotterdam.

## Geschichte

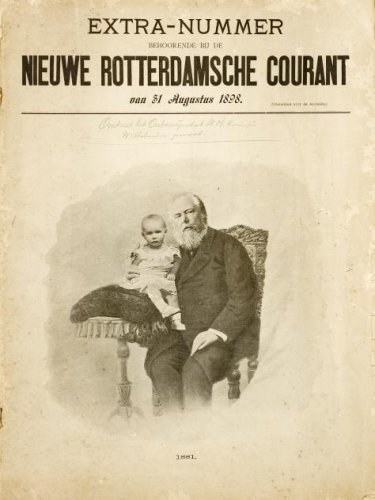
Beiblatt NRC 1898, mit Prinzessin Wilhelmina

Am 1. Januar 1844 erschien die Erstausgabe des NRC. Er wurde von Henricus Nijgh als Nachfolger des seit August 1843 erscheinenden Rotterdamsch Staatskundig Handels-, Nieuws- en Advertentieblad gegründet, der wöchentlich herausgegeben wurde. Anfangs erschien der NRC dreimal wöchentlich, am 23. September 1844 wurde er zu einer Tageszeitung. Bis 1883 war er zudem die einzige Tageszeitung, die morgens ausgeliefert wurde. Eine weitere Vorreiterrolle nahm der NRC 1877 ein, als er von jenem Jahr an als erste Zeitung der Niederlande mit sowohl einer Morgen- als auch einer Abendausgabe erschien, und nahm 1878 ebenfalls als erste Zeitung der Niederlande eine Rotationspresse in Gebrauch.
Mittlerweile hatte sich die Zeitung zu einem Renommierblatt entwickelt, das politisch den Liberalen nahestand und im Jahr 1882 mit einer Auflage von 9.800 Exemplaren die zweitgrößte Zeitung der Niederlande war. Obwohl der NRC diesen Status auf die Dauer nicht halten konnte und eine Reihe anderer Zeitungen an ihm vorbeizogen, konnte er bis 1939 seine Auflage noch auf etwa 35.000 Exemplare steigern. 1929 sorgte ein Anzeigenboykott von Rotterdamer Kinobetreibern für Aufsehen, der seinen Ursprung in schlechten Filmkritiken hatte und ein Jahr lang aufrechterhalten wurde. Ein anderes aufsehenerregendes Ereignis war die 1936 erfolgte Entlassung des Redakteurs Marcus van Blankenstein, dessen antideutsche Artikel vor allem den Rotterdamer Hafenunternehmern missfallen hatten. Eine von zwei Hochschullehrern geführte Protestaktion kostete dem NRC im Anschluss daran über 300 Abonnenten.
Während des Zweiten Weltkriegs kam der NRC unter die Kontrolle der deutschen Besatzungsmacht. Da er auch nach 1942 noch erschienen war, fiel er damit unter ein vorläufiges Erscheinungsverbot als Kollaborationszeitung. Aus diesem Grund änderte die Zeitung ihren Namen in Nationale Rotterdamsche Courant, bis sie wieder 1947 ihren alten Namen annehmen konnte. Der NRC konnte dennoch an das alte Renommee anschließen und erhielt 1951 als erste niederländische Zeitung die Medaille „For distinguished service in journalism“ von der Fakultät für Journalistik der University of Missouri-Columbia.
Obwohl der NRC 1966 eine Auflage von über 58.000 Exemplaren erreicht hatte, waren mit Ausnahme der kommunistischen Parteizeitung De Waarheid mittlerweile alle überregionalen Tageszeitungen an ihm vorbeigezogen. Zudem wirkte sich die zunehmende Konkurrenz durch Fernsehen und Radio ungünstig auf den Anzeigenmarkt aus, des Weiteren waren auch die Lohn-, Druck- und Papierkosten gestiegen. Seit 1964 arbeitete der NRC mit dem ebenfalls liberalen Amsterdamer Algemeen Handelsblad zusammen, trotz einiger Widerstände seitens beider Redaktionen sah man bei beiden Zeitungen schließlich keine Zukunft für eine Eigenständigkeit mehr. 1970 fusionierten sie schließlich zum NRC Handelsblad, das trotz anfänglicher Auflagenverluste schließlich einen steilen Aufstieg nahm und Mitte der 1990er Jahre die Auflagen beider Vorgänger zusammengenommen weit übertraf.

## Weiterführende Informationen